# Diores geraerti
Diores geraerti är en spindelart som beskrevs av Rudy Jocqué 1990. Diores geraerti ingår i släktet Diores och familjen Zodariidae. Inga underarter finns listade i Catalogue of Life.